# أتيكا (سرقسطة)
بلدية عتيقة أو (نقحرة: أتيكا) (بالإسبانية: Ateca) هي بلدية تقع في مقاطعة سرقسطة التابعة لمنطقة أرغون شمال شرق إسبانيا.

## الديموغرافيا
بلغ عدد سكان بلدية عتيقة 2.160 نسمة عام 2011 (وفقاً للمعهد الوطني الإسباني للإحصاء).
| 2.059 | 2.044 | 2.012 | 2.059 | 2.068 | 2.113 | 2.160 |